# Єкатеринославка (район імені Лазо)
Єкатери́носла́вка (рос. Екатеринославка) — село у складі району імені Лазо Хабаровського краю, Росія. Входить до складу Георгієвського сільського поселення.

## Населення
Населення — 856 осіб (2010; 766 у 2002).
Національний склад (станом на 2002 рік):
- росіяни — 81 %